# Ingeborg di Danimarca
Principessa Ingeborg di Danimarca, lingua svedese: Ingeborg Charlotta Carolina Friederika Louisa (Copenaghen, 2 agosto 1878 – Stoccolma, 11 marzo 1958), era la figlia di Federico VIII di Danimarca, duchessa di Västergötland per matrimonio.
Fu la nonna materna di Harald V di Norvegia, Baldovino e Alberto II del Belgio.

## Biografia

### Infanzia

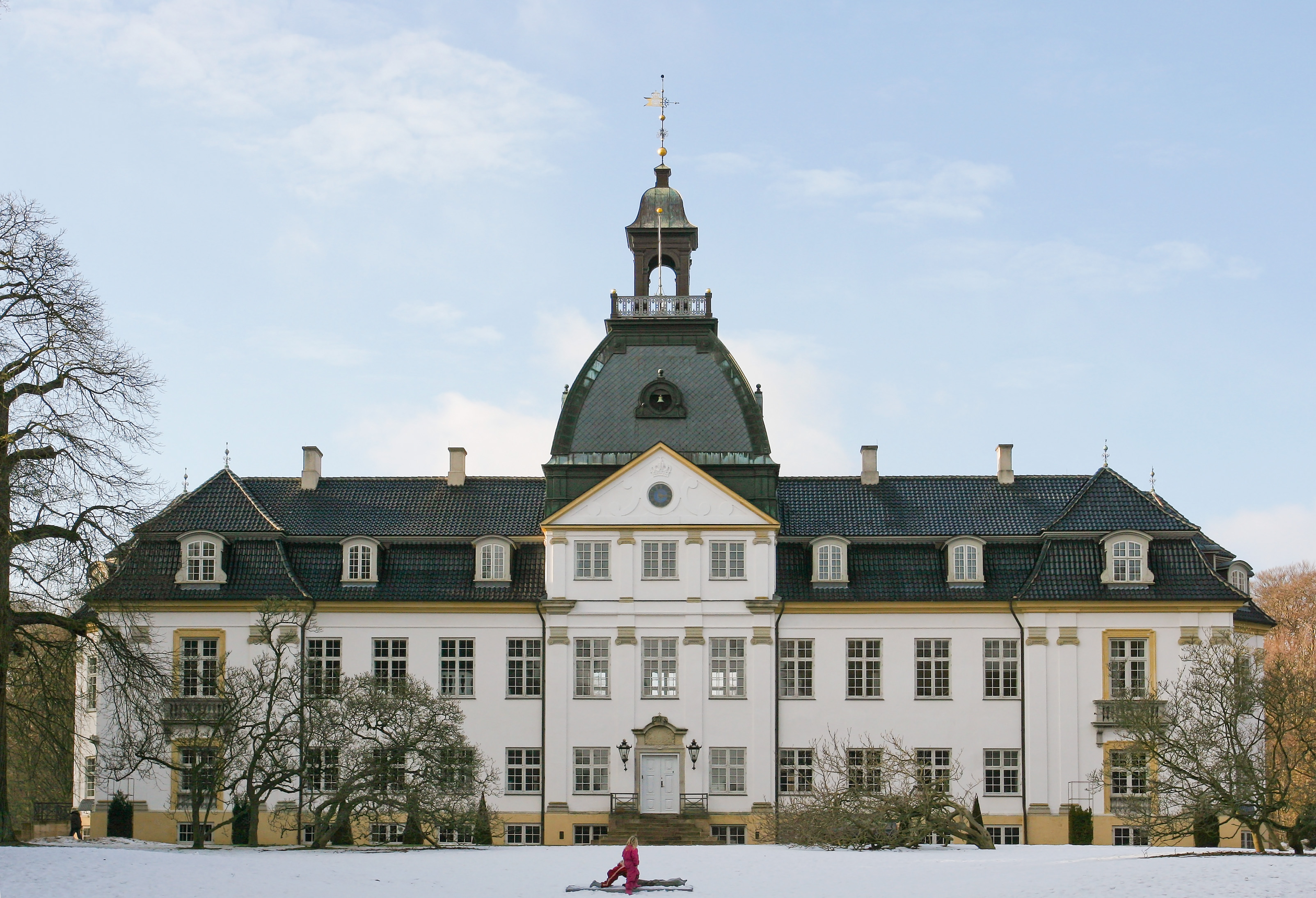
Il luogo di nascita della Principessa Ingeborg, il Palazzo di Charlottenlund

La Principessa Ingeborg nacque il 2 agosto 1878 nella residenza di campagna dei suoi genitori, il Palazzo di Charlottenlund, a nord di Copenaghen. Era la seconda figlia e la quintogenita del principe ereditario Federico di Danimarca, e di sua moglie, la principessa Luisa di Svezia. Suo padre era il figlio maggiore del re Cristiano IX di Danimarca e Luisa d'Assia-Kassel, e sua madre era l'unica figlia del re Carlo XV di Svezia e Norvegia e Luisa dei Paesi Bassi.
La principessa crebbe con i suoi fratelli tra la residenza cittadina dei suoi genitori, il Palazzo di Federico VIII, un palazzo del XVIII secolo che fa parte del complesso del Palazzo di Amalienborg, e la loro residenza di campagna, il Palazzo di Charlottenlund. Contrariamente alla consueta pratica del periodo, in cui i bambini reali venivano allevati dalle governanti, lei e i suoi fratelli vennero cresciuti dalla stessa principessa ereditaria Luisa.

### Matrimonio

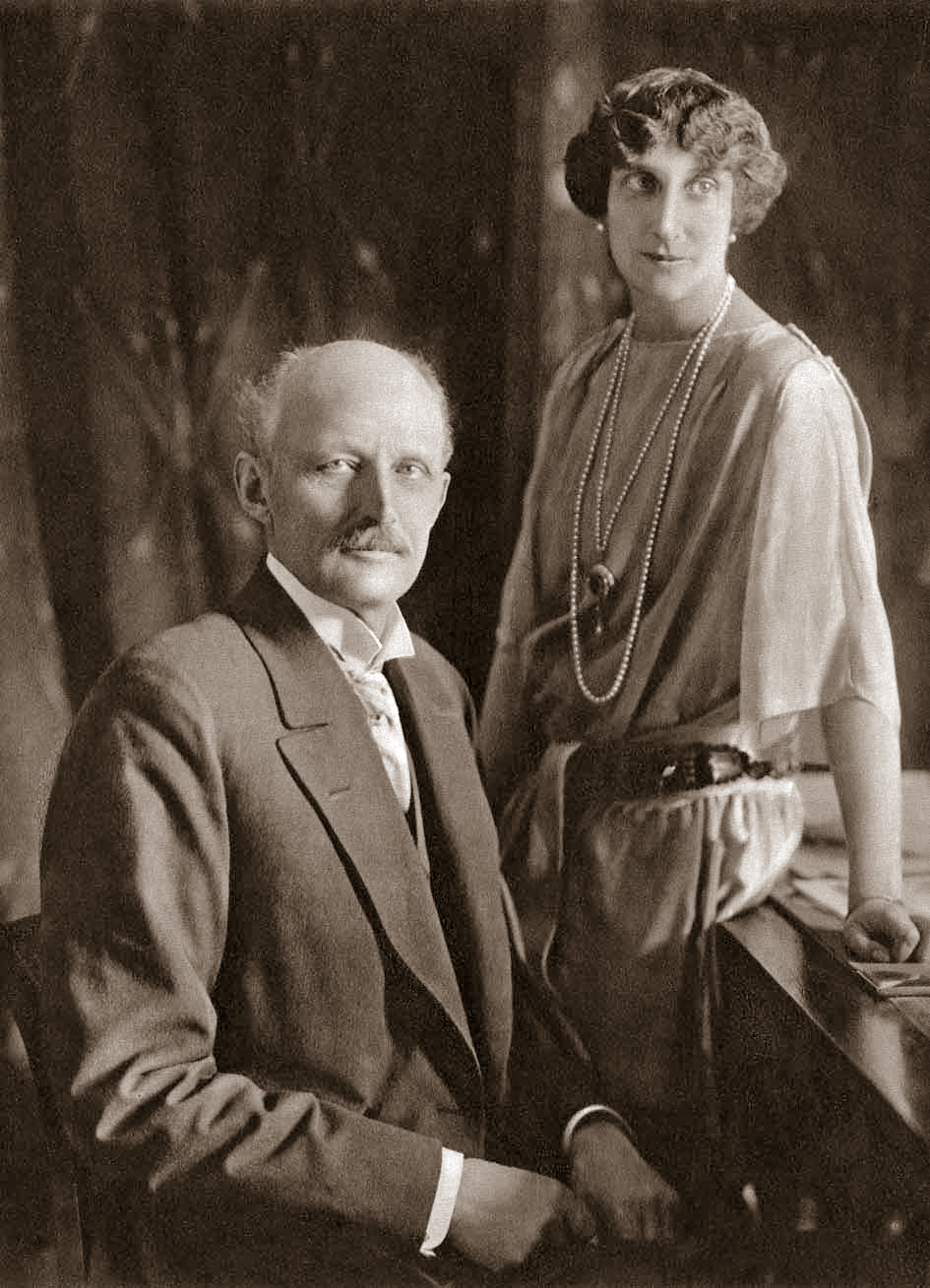
Ingeborg e Carlo di Svezia in una fotografia del 1920

Nel maggio 1897, la principessa Ingeborg fu fidanzata al principe Carlo di Svezia, duca di Västergötland. Il principe Carlo era il terzo figlio maschio di Oscar II di Svezia e Sofia di Nassau.
Si sposarono il 27 agosto 1897 nella cappella del Palazzo di Christiansborg e trascorsero la loro luna di miele in Germania.
Nel 1947, in occasione del loro anniversario di matrimonio, Carlo ammise che il loro matrimonio era stato completamente combinato dai rispettivi padri, e la stessa Ingeborg aggiunse: "Ho sposato un perfetto sconosciuto!".

### Duchessa di Västergötland
Il matrimonio era popolare perché era la nipote del popolare re Carlo XV di Svezia. Si diceva di lei, che di tutte le principesse straniere sposate nella casa reale svedese, fosse quella più adatta per essere la regina consorte di Svezia, e per i primi dieci anni quasi lo era: dal 1897 fino al 1907, la regina Sofia partecipava raramente a eventi pubblici e la principessa ereditaria Vittoria trascorse la maggior parte del suo tempo all'estero per motivi di salute, la principessa Ingeborg ricevette così più incarichi pubblici, svolgendo ufficiosamente gran parte del ruolo associato alla regina consorte. Svolse i suoi doveri di rappresentanza con una combinazione di dignità e cordialità accomodante. Sua cognata, la principessa ereditaria Vittoria, tuttavia, non approvava la sua informalità e una volta osservò: "Non si entra nella camera della principessa ereditaria di Svezia senza bussare, anche se si è la principessa Ingeborg".
Ingeborg era interessata allo sport, in particolare al pattinaggio su ghiaccio, e alla mostra automobilistica di Stoccolma nel 1903, lei e il principe ereditario Gustavo fecero un viaggio dimostrativo spontaneo in un'auto da Scania. Nel 1908, accompagnò il nipote di suo marito, il principe Guglielmo, al suo matrimonio con la granduchessa Maria Pavlovna Romanova in Russia.

### Morte

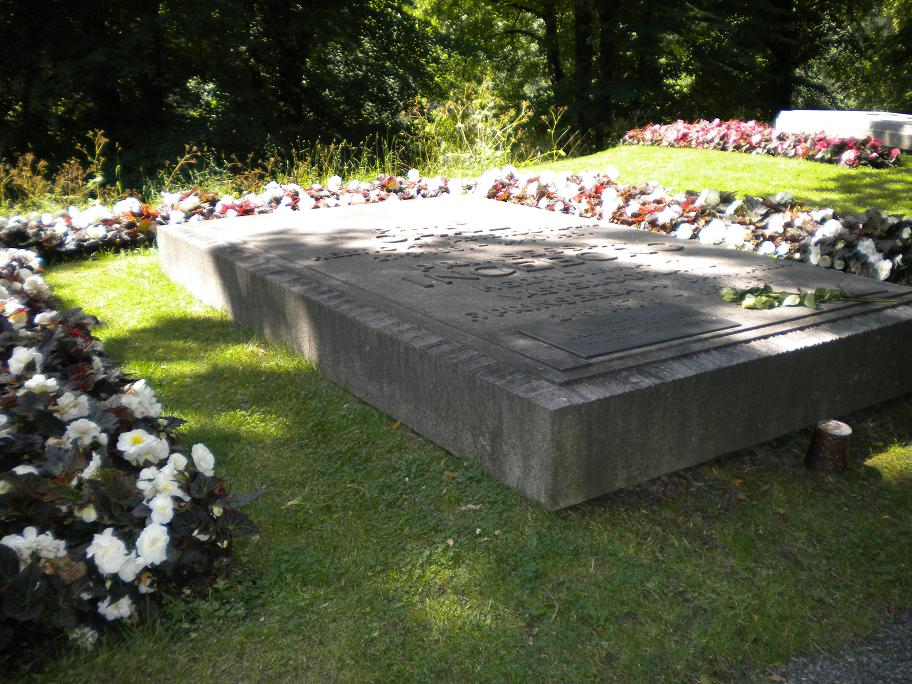
La tomba di Ingeborg di Danimarca

Ha vissuto una vita familiare armoniosa e la famiglia era conosciuta come "La famiglia felice". I figli ricevettero un'educazione semplice e ci si aspettava che imparassero i compiti domestici: ad esempio, nella loro casetta dei giochi veniva data loro una vera stufa, sulla quale cucinavano cibo vero. Lei e Carlo hanno vissuto una vita familiare informale e intima con i loro figli.
Ingeborg è stata ammirata per la sua gestione delle difficoltà economiche vissute quando una banca in cui hanno investito è fallita nel 1922 e hanno dovuto vendere la loro casa. Fu ritratta come simbolo di moglie e madre in molte riviste e fu per molti anni il membro più popolare della casa reale.
Nel 1905, il governo norvegese discusse di renderli re e regina di Norvegia, ma Carlo rifiutò l'offerta per l'opposizione paterna alla separazione della Norvegia dalla Svezia. In seguito la scelta dei norvegesi cadde sul fratello maggiore di Ingeborg, che salì al trono col nome di Haakon VII. Politicamente, Ingeborg aveva simpatie democratiche e liberali e non amava i conservatori, opinioni che espresse durante la crisi del governo nel 1918.
Durante la seconda guerra mondiale dimostrò pubblicamente la sua antipatia per la Germania nazista bloccando la finestra della sua casa che si affacciava sull'ambasciata tedesca a Stoccolma.
La duchessa di Västergötland morì a Stoccolma l'11 marzo del 1958, all'età di ottant'anni, dopo sette anni di vedovanza. È sepolta nel Cimitero Reale della capitale svedese.
Durante la sua vita ebbe il dolore di vedere morte due delle sue figlie: Astrid morta nel 1935 in un incidente automobilistico in Svizzera e Martha morta nel 1954 vittima di un tumore.

## Discendenza

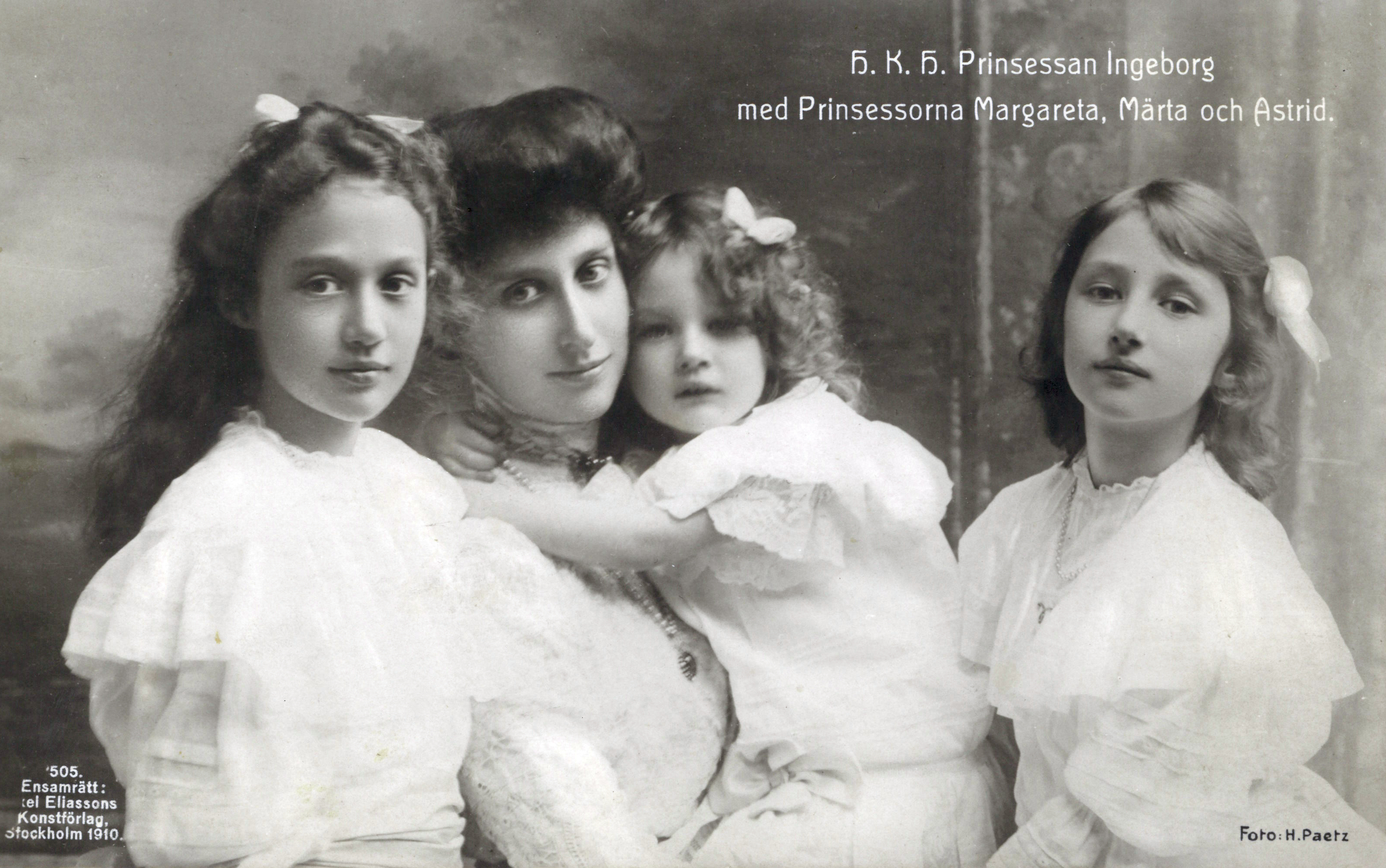
Ingeborg di Danimarca e le sue figlie

Ingeborg di Danimarca e Carlo di Svezia ebbero quattro figli:
- Margherita, nata nel 1899 e morta nel 1977, sposò il principe Axel di Danimarca;
- Marta, nata nel 1901 e morta nel 1954, futura principessa ereditaria di Norvegia come consorte di Olav V di Norvegia;
- Astrid, nata nel 1905 e morta nel 1935, futura regina dei belgi come consorte di Leopoldo III del Belgio;
- Carlo, nato nel 1911 e morto nel 2003, duca di Östergötland fino al 1937, in seguito principe Carlo Bernardotte.

## Ascendenza
|                            |                   |                                | Genitori                               |  |  | Nonni |  |  | Bisnonni                                                       |  |  | Trisnonni                                            |  |
|                            |                   |                                |                                        |  |  |       |  |  | Federico Guglielmo di Schleswig-Holstein-Sonderburg-Glücksburg |  |  | Federico Carlo di Schleswig-Holstein-Sonderburg-Beck |  |
|                            |                   |                                |                                        |  |  |       |  |  | Federico Guglielmo di Schleswig-Holstein-Sonderburg-Glücksburg |  |  | Federico Carlo di Schleswig-Holstein-Sonderburg-Beck |  |
|                            |                   | Federica di Schlieben          |                                        |  |  |       |  |  | Federico Guglielmo di Schleswig-Holstein-Sonderburg-Glücksburg |  |  |                                                      |  |
| Cristiano IX di Danimarca  |                   |                                |                                        |  |  |       |  |  | Federico Guglielmo di Schleswig-Holstein-Sonderburg-Glücksburg |  |  |                                                      |  |
|                            |                   | Luisa Carolina d'Assia-Kassel  | Carlo d'Assia-Kassel                   |  |  |       |  |  |                                                                |  |  |                                                      |  |
|                            |                   | Luisa Carolina d'Assia-Kassel  | Carlo d'Assia-Kassel                   |  |  |       |  |  |                                                                |  |  |                                                      |  |
|                            |                   | Luisa Carolina d'Assia-Kassel  | Luisa di Danimarca                     |  |  |       |  |  |                                                                |  |  |                                                      |  |
| Federico VIII di Danimarca |                   | Luisa Carolina d'Assia-Kassel  |                                        |  |  |       |  |  |                                                                |  |  |                                                      |  |
|                            |                   | Guglielmo d'Assia-Kassel       | Federico d'Assia-Kassel                |  |  |       |  |  |                                                                |  |  |                                                      |  |
|                            |                   | Guglielmo d'Assia-Kassel       | Federico d'Assia-Kassel                |  |  |       |  |  |                                                                |  |  |                                                      |  |
|                            |                   | Guglielmo d'Assia-Kassel       | Carolina di Nassau-Usingen             |  |  |       |  |  |                                                                |  |  |                                                      |  |
| Luisa d'Assia-Kassel       |                   | Guglielmo d'Assia-Kassel       |                                        |  |  |       |  |  |                                                                |  |  |                                                      |  |
|                            |                   | Luisa Carlotta di Danimarca    | Federico di Danimarca                  |  |  |       |  |  |                                                                |  |  |                                                      |  |
|                            |                   | Luisa Carlotta di Danimarca    | Federico di Danimarca                  |  |  |       |  |  |                                                                |  |  |                                                      |  |
|                            |                   | Luisa Carlotta di Danimarca    | Sofia Federica di Meclemburgo-Schwerin |  |  |       |  |  |                                                                |  |  |                                                      |  |
| Ingeborg di Danimarca      |                   | Luisa Carlotta di Danimarca    |                                        |  |  |       |  |  |                                                                |  |  |                                                      |  |
|                            | Oscar I di Svezia | Jean-Baptiste Jules Bernadotte |                                        |  |  |       |  |  |                                                                |  |  |                                                      |  |
|                            | Oscar I di Svezia | Jean-Baptiste Jules Bernadotte |                                        |  |  |       |  |  |                                                                |  |  |                                                      |  |
|                            | Oscar I di Svezia | Désirée Clary                  |                                        |  |  |       |  |  |                                                                |  |  |                                                      |  |
| Carlo XV di Svezia         | Oscar I di Svezia |                                |                                        |  |  |       |  |  |                                                                |  |  |                                                      |  |
|                            |                   | Giuseppina di Leuchtenberg     | Eugenio di Beauharnais                 |  |  |       |  |  |                                                                |  |  |                                                      |  |
|                            |                   | Giuseppina di Leuchtenberg     | Eugenio di Beauharnais                 |  |  |       |  |  |                                                                |  |  |                                                      |  |
|                            |                   | Giuseppina di Leuchtenberg     | Augusta di Baviera                     |  |  |       |  |  |                                                                |  |  |                                                      |  |
| Luisa di Svezia            |                   | Giuseppina di Leuchtenberg     |                                        |  |  |       |  |  |                                                                |  |  |                                                      |  |
|                            |                   | Federico d'Orange-Nassau       | Guglielmo I dei Paesi Bassi            |  |  |       |  |  |                                                                |  |  |                                                      |  |
|                            |                   | Federico d'Orange-Nassau       | Guglielmo I dei Paesi Bassi            |  |  |       |  |  |                                                                |  |  |                                                      |  |
|                            |                   | Federico d'Orange-Nassau       | Guglielmina di Prussia                 |  |  |       |  |  |                                                                |  |  |                                                      |  |
| Luisa dei Paesi Bassi      |                   | Federico d'Orange-Nassau       |                                        |  |  |       |  |  |                                                                |  |  |                                                      |  |
|                            |                   | Luisa di Prussia               | Federico Guglielmo III di Prussia      |  |  |       |  |  |                                                                |  |  |                                                      |  |
|                            |                   | Luisa di Prussia               | Federico Guglielmo III di Prussia      |  |  |       |  |  |                                                                |  |  |                                                      |  |
|                            |                   | Luisa di Prussia               | Luisa di Meclemburgo-Strelitz          |  |  |       |  |  |                                                                |  |  |                                                      |  |
|                            |                   | Luisa di Prussia               |                                        |  |  |       |  |  |                                                                |  |  |                                                      |  |